# Hydroporus paganettianus
Hydroporus paganettianus é uma espécie de insetos coleópteros pertencente à família Dytiscidae.
A autoridade científica da espécie é Scholz, tendo sido descrita no ano de 1923.
Trata-se de uma espécie presente no território português.